# ديك هارتر
ديك هارتر (بالإنجليزية: Dick Harter)‏ مواليد 14 أكتوبر 1930 في بنسيلفانيا - الوفاة 12 مارس 2012، كان لاعب كرة سلة أمريكي أصبح مدرباً. عمل كمدرب مساعد في الرابطة الوطنية لكرة السلة والرابطة الوطنية لرياضة الجامعات.

## إحصائيات المسيرة

### الرابطة الوطنية لكرة السلة
| الفريق        | السنة   | G   | W  | L  | W–L% | النهاية | PG | PW | PL | PW–L% | النتيجة                  |
| ------------- | ------- | --- | -- | -- | ---- | ------- | -- | -- | -- | ----- | ------------------------ |
| شارلوت هورنتس | 1988–89 | 82  | 20 | 62 | .244 | 6       | –  | –  | –  | –     | غاب عن الأدوار الإقصائية |
| شارلوت هورنتس | 1989–90 | 40  | 8  | 32 | .262 | (أقيل)  | –  | –  | –  | –     | –                        |
| المسيرة       |         | 122 | 28 | 94 | .230 |         | –  | –  | –  | –     |                          |

## روابط خارجية
- ديك هارتر على موقع كلية كرة السلة في سبورتس رفرنس.كوم (الإنجليزية)
- ديك هارتر على موقع سبورتس رفرنس (الإنجليزية)
- ديك هارتر على موقع كلية كرة السلة في سبورتس رفرنس.كوم (الإنجليزية)